# Labiduromma
Labiduromma – wymarły rodzaj owadów z rzędu skorków i podrzędu Neodermaptera, obejmujący dwa znane gatunki.
Rodzaj ten wprowadzony został w 1890 roku przez Samuela Hubbarda Scuddera. Autor ów zaliczył doń wszystkie ówcześnie znane gatunki trzeciorzędowych skorków Ameryki Północnej. Spośród nich Townes wyznaczył w 1945 roku Labiduromma avia gatunkiem typowym. Rewizji rodzaju dokonali w 2010 Stylianos Chatzimanolis i Michael Engel, wydzielając z niego 6 nowych rodzajów, a pozostawiając tylko dwa, opisane na podstawie skamieniałości znalezionych w Florissant w Kolorado (Stany Zjednoczone) i pochodzących z przełomu eocenu i oligocenu gatunki:
- Labiduromma avia Scudder, 1890
- Labiduromma bormansi Scudder, 1890

Owady te miały dłuższe niż szerokie, niezwężające się ku przodowi przedplecze o szerokości równej szerokości głowy. Pokrywy (tegminy) były mniej więcej dwukrotnie dłuższe niż szerokie, o stosunkowo prostych krawędziach bocznych i tylnych. Wydłużony odwłok miał prawie równoległe boki. Długość ostatniego z jego tergitów była znacznie większa od szerokości i prawie równa lub nieco większa od długości tergitu przedostatniego. Powierzchnia ostatniego tergitu była pozbawiona guzków. Małe i krótkie pygidium miało kształt tępego trójkąta. Przekształcone w szczypce przysadki odwłokowe miały ramiona niezbyt daleko od siebie osadzone, wydłużone, długości od ¾ odwłoka do równej jego długości, nieząbkowane, na całej długości delikatnie zakrzywione i równomiernie się zwężające ku zaokrąglonym wierzchołkom.